# Look What's Happened to Rosemary's Baby
Look What's Happened to Rosemary's Baby (bra: Veja o Que Aconteceu ao Bebê) é um telefilme estadunidense de 1976, do gênero horror, dirigido por Sam O'Steen.
Trata-se de uma sequência de Rosemary's Baby. No filme, Adrian - também chamado Andrew -, o bebê agora crescido, é interpretado pelo ator canadense Stephen McHattie. Ira Levin, autor do livro original, assina o roteiro junto com o produtor de cinema Anthony Wilson.  

## Sinopse
O filme é dividido em três partes: O Livro de Rosemary, O Livro de Adrian e O Livro de Andrew.[carece de fontes?]

### O Livro de Rosemary
O filme começa com os satanistas se preparando para um ritual quando descobrem que Adrian, o filho de Rosemay Woodhouse (interpretado pela atriz estadunidense Patty Duke), agora com 8 anos de idade, desapareceu de seu quarto. Suspeitando que Rosemary é a responsável, eles invocam os poderes do mal para encontrar mãe e filho e os acham escondidos em uma sinagoga. Fenômenos sobrenaturais acontecem para tirá-los de lá e surpreendem os rabinos. Mas como estão em uma casa de Deus, o intento fracassa. Roman Castevet (Ray Milland), o líder do grupo junto com sua esposa, Minnie (Ruth Gordon), contacta o ex-marido de Rosemay, Guy Woodhouse (George Maharis), agora um famoso ator, para avisá-lo que Rosemary e o menino desapareceram e que ela pode tentar contactá-lo. Mais tarde, Guy realmente recebe um telefonema de Rosemary que está em uma cabine telefônica enquanto Adrian (chamado Andrew por sua mãe) brinca com seu carrinho por perto. Rosemary diz a Guy para ele enviar a ela o seu dinheiro seguindo algumas instruções. Enquanto isso, algumas crianças tentam roubar o brinquedo de Adrian e este, em um acesso de fúria, as agride e as deixa inconscientes. Ao ouvir o barulho, Rosemary desliga o telefone, corre até Adrian e ambos fogem. Durante a fuga, trombam com Marjean (Tina Louise), uma prostituta que testemunhou tudo e se oferece para escondê-los em seu trailer. Rosemary pergunta o que aconteceu e Marjean - que é uma seguidora de Roman e Minnie - mente ao dizer que as crianças estão mortas. Marjean diz a Rosemary que vai ajudá-la a pegar um ônibus. Ao entrar, Rosemary percebe que não há ninguém dirigindo e antes de desaparecer com o veículo, vê Marjean com Adrian ao colo.[carece de fontes?]

### O Livro de Adrian
Cerca de vinte anos se passam e Adrian - agora um adulto - está em seu carro junto com seu melhor amigo, Peter Simon (David Huffman), um ex-seminarista, quando são parados pela polícia e multados por dirigirem em alta velocidade. Adrian vive com Marjean que se diz sua "tia" e que possui um cassino. Ela diz estar sempre preocupada com ele desde que seus pais "morreram em um acidente de automóvel". Adrian sai de casa com seu carro e procura Peter. Ambos vão a uma igreja e Peter tenta fazer Adrian se recordar de seu passado. Adrian diz não lembrar nada do pai, mas tem boas recordações da mãe. O grupo de Roman e Minnie usam seus poderes para fazer Adrian sair do local. Peter tenta detê-lo. Durante sua fuga Adrian quase provoca um acidente com um grupo de motoqueiros. Adrian para em uma cabine telefônica e chama Peter. Nesse interím, os motoqueiros reaparecem, agridem Adrian e começam a destruir o carro. Furioso, Adrian reage com violência e vence facilmente seus oponentes. Ao voltar ao cassino encontra Marjean junto com Roman e Minnie que se apresentam como "tios" e vieram para cumprimentar o "sobrinho" pelo seu aniversário. Minnie droga Adrian, o grupo se junta e começam a invocar o demônio, mas falham. De repente, Adrian se levanta como se estivesse possuído e vai para a pista de dança do cassino. Roman diz que Satã está usando Adrian para possuir os inocentes do local. Enquanto isso, Peter continua à procura de Adrian e suspeita ao ver o famoso ator Guy Woodhouse no local. Guy foge horrorizado do lugar. Peter tenta fazer Guy a ajudar a salvar Adrian, mas durante a luta, Peter cai em fios de alta tensão em uma posição que lembra Jesus Cristo na cruz. Ao ver a cena, Adrian se liberta da possessão e desmaia.[carece de fontes?]

### O Livro de Andrew
Quando recobra os sentidos, Adrian está num hospital com amnésia. Adrian permanece no hospital contra a sua vontade, pois suas digitais foram encontradas nos fios que mataram Peter e a polícia o acusa de assassinato. Uma enfermeira chamada Ellen (Donna Mills) o chama de Adrian, mas ele rebate e diz que seu nome é Andrew porque era assim que sua mãe o chamava. Andrew está obcecado em encontrar Rosemary. Andrew teme que Ellen não acredite na sua história, mas ela acredita e o ajuda a escapar. Ao saber que Andrew escapou do hospital, Guy teme que ele venha se vingar. Andrew e Ellen se hospedam em um motel. Após beber e ser drogado por Ellen, Andrew fica sabendo que ela pertence ao grupo e é violentado pela moça. Mais tarde, ao acordar, Andrew sai à procura de Ellen e quase é atropelado por um carro que bate violentamente contra um poste. Ao olhar por dentro do carro, Andrew descobre que Guy estava ao volante e morreu na batida. Confuso e assustado, Andrew corre e se perde na noite. O filme termina com Roman e Minnie na sala de espera de um hospital acompanhando o trabalho de parto de sua "neta" Ellen. A última cena mostra o nascimento do filho de Ellen com Andrew.[carece de fontes?]

## Elenco
- Stephen McHattie: Adrian/Andrew
- Patty Duke: Rosemary Woodhouse
- Broderick Crawford: xerife Holtzman
- Ruth Gordon: Minnie Castevet
- Lloyd Haynes: Laykin
- David Huffman: Peter Simon
- Tina Louise: Marjean Dorn
- George Maharis: Guy Woodhouse
- Ray Milland: Roman Castevet
- Donna Mills: Ellen
- Philip Boyer: Adrian/Andrew aos 8 anos
- Brian Richards: Dr. Lister
- Beverly Sanders: entrevistador